# Тернувате
Тернувате (на украински: Тернувате) е селище от градски тип в Южна Украйна, Новомиколаивски район на Запорожка област. Населението му е около 1332 души към 2018 г. Селищет е основано е през 1889 година.